# Albert Robert Brömel
Albert Robert Brömel (* 27. April 1815 in Teichel; † 28. Oktober 1885 in Ratzeburg) war ein deutscher lutherischer Theologe.

## Leben
Albert Robert Brömel wurde am 27. April 1815 in Teichel als Sohn eines Pfarrers geboren. Auf dem Gymnasium in Rudolstadt vorgebildet, besuchte er die Universitäten Göttingen, Jena und Berlin. Seit 1846 kümmerte er sich um die Patronatspfarrei Zarrentin am Schaalsee. 1854 folgte er Carl Friedrich Wilhelm Catenhusen (1834–1853) als Superintendent der 1531 gegründeten lutherischen Kirche (Kirchenordnung von 1585 erlassen durch Franz II.) des Herzogtums Lauenburg und wurde erster Pfarrer der Stadtkirche in Ratzeburg, wo auch das Konsistorium seinen Sitz hatte. 
Nach der Eingliederung des Herzogtums in die Provinz Schleswig-Holstein am 1. Juli 1876 als Landkreis ging Brömel 1876 dann als Konsistorialrat nach Kiel, blieb aber bis zu seinem Tode Superintendent der 1877 in die Evangelisch-Lutherische Landeskirche der Provinz Schleswig-Holstein eingegliederten lauenburgischer lutherischen Kirche. Außerdem beteiligte er sich im Streit um Michael Baumgarten, wobei Brömel gegen ihn eingestellt war. Am 28. Oktober 1885 verstarb Brömel in Ratzeburg im Alter von 70 Jahren. Zwei Jahre später folgte ihm Franz Jürgen Soltau als lauenburgischer Superintendent.
Ein postumes Porträt von ihm, 1896 gemalt von Mathilde Block, befindet sich im Kreismuseum Herzogtum Lauenburg.

## Auszeichnungen
- 1865: Königlicher Kronen-Orden (Preußen) 3. Klasse

## Werke
- Was heißt katholisch? Eine Schutzschrift wider Roms alte und neue Angriffe (1853)
- Homiletische Charakterbilder I (1869)
- Homiletische Charakterbilder II (1874)
- Johann Georg Hamann (1870)
- Wie kann Gott Gebete erhören? (1879)